# Herreria
Herreria, rod saburovki, dio porodice šparogovki. Pripadaju mu osam priznatih vrsta iz suptropske i tropske Južne Amerike
Herrerije su polugrmovite penjačice. Rod je opisan u Florae Peruvianae, et Chilensis Prodromus 48, t. 35. 1794.

## Vrste
1. Herreria bonplandii Lecomte
2. Herreria cipoana Ravenna
3. Herreria glaziovii Lecomte
4. Herreria grandiflora Griseb.
5. Herreria latifolia Woodson
6. Herreria montevidensis Klotzsch ex Griseb.
7. Herreria salsaparilha Mart.
8. Herreria stellata Ruiz & Pav.

## Sinonimi
- Salsa Feuille ex Ruiz & Pav.; Fl. Peruv. 3: 70 (1802)